# Jessy Pi
Pour les articles homonymes, voir Pi (homonymie).
Jessy Pi, né le 24 septembre 1993 à Manosque, est un footballeur français qui évolue au poste de milieu de terrain défensif à l'US Avranches.

## Biographie

### Début à l'AS Monaco (2008-2016)
Arrivé à l'AS Monaco à l'âge de quatorze ans, il remporte la Coupe Gambardella en 2011 et intègre le groupe professionnel de l'AS Monaco au début de la saison 2013-2014. Il dispute son premier match professionnel lors d'une victoire 2-1 sur la pelouse de l'Olympique de Marseille. Il participe à six matchs toutes compétitions confondues lors de sa première saison, sous les ordres de Claudio Ranieri.

#### Prêt à l'ESTAC Troyes (2014-2016)
Le 27 juin 2014, il est prêté pour une saison à Troyes en Ligue 2 afin d'obtenir du temps de jeu. Au terme de celle-ci, il reçoit le trophée de meilleur espoir du championnat et Troyes est sacré champion de Ligue 2. Le 18 juillet 2015 est annoncé la reconduction de son prêt à l'ESTAC pour une deuxième saison consécutive. Lors de la saison 2015-2016, il participe à trente-sept rencontres avec le promu troyen, mais ne peut empêcher la descente de son club, qui termine la saison à la vingtième place.

### Toulouse FC (2016-2019)
Le 21 juin 2016, il rejoint le Toulouse FC pour quatre ans.

#### Prêt au Stade brestois (2017-2019)
Après une saison toulousaine compliquée (seize apparitions en championnat pour trois titularisations) et le manque de confiance que lui accorde Pascal Dupraz, il opte pour un prêt afin de retrouver du temps de jeu. Il est alors prêté sans option d'achat au Stade brestois en Ligue 2 pour la saison 2017-2018 où il retrouve Jean-Marc Furlan, l'entraîneur à l'origine de sa venue à Troyes.
Après une saison convaincante en Bretagne, il rentre à Toulouse à la recherche d'un nouveau challenge en Ligue 1. Mais, faute de propositions, il est officiellement prêté une seconde année au Stade brestois pour la saison 2018-2019, à nouveau sans option d'achat.

### SM Caen (2019-2021)
Le 29 juin 2019, Jessy Pi signe au SM Caen, alors en Ligue 2, un contrat de deux ans plus une année en option. Il quitte le club à l'issue de son contrat.

### Dijon FCO (depuis 2021)
Le 12 juin 2021, après avoir quitté auparavant le SM Caen librement, il s'engage en faveur du Dijon FCO.

## Statistiques détaillées
| Saison                       | Club                         | Championnat                  | Championnat | Championnat | Championnat | Coupe nationale | Coupe nationale | Coupe nationale | Coupe de la Ligue | Coupe de la Ligue | Coupe de la Ligue | Total | Total | Total |
| Saison                       | Club                         | Division                     | M.          | B.          | P.d.        | M.              | B.              | P.d.            | M.                | B.                | P.d.              | M.    | B.    | P.d.  |
| 2013-2014                    | AS Monaco                    | Ligue 1                      | 5           | 0           | 0           | -               | -               | -               | 1                 | 0                 | 0                 | 6     | 0     | 0     |
| 2014-2015                    | ES Troyes AC (prêt)          | Ligue 2                      | 38          | 1           | 1           | 2               | 0               | 0               | 1                 | 0                 | 0                 | 41    | 1     | 1     |
| 2015-2016                    | ES Troyes AC (prêt)          | Ligue 1                      | 37          | 3           | 0           | 3               | 2               | 0               | -                 | -                 | -                 | 40    | 5     | 0     |
| Sous-total ES Troyes AC      | Sous-total ES Troyes AC      | Sous-total ES Troyes AC      | 75          | 4           | 1           | 5               | 2               | 0               | 1                 | 0                 | 0                 | 81    | 6     | 1     |
| 2016-2017                    | Toulouse FC                  | Ligue 1                      | 16          | 0           | 1           | -               | -               | -               | 1                 | 0                 | 0                 | 17    | 0     | 1     |
| 2017-2018                    | Stade brestois 29 (prêt)     | Ligue 2                      | 33          | 5           | 2           | 2               | 1               | 1               | 1                 | 0                 | 0                 | 36    | 6     | 3     |
| 2018-2019                    | Stade brestois 29 (prêt)     | Ligue 2                      | 21          | 2           | 4           | -               | -               | -               | 2                 | 0                 | 0                 | 23    | 2     | 4     |
| Sous-total Stade brestois 29 | Sous-total Stade brestois 29 | Sous-total Stade brestois 29 | 54          | 7           | 6           | 2               | 1               | 1               | 3                 | 0                 | 0                 | 59    | 8     | 7     |
| 2019-2020                    | SM Caen                      | Ligue 2                      | 21          | 5           | 2           | 4               | 1               | 0               | 1                 | 0                 | 0                 | 26    | 6     | 2     |
| 2020-2021                    | SM Caen                      | Ligue 2                      | 28          | 0           | 0           | 2               | 0               | 0               | -                 | -                 | -                 | 30    | 0     | 0     |
| Sous-total                   | Sous-total                   | Sous-total                   | 49          | 5           | 2           | 6               | 1               | 0               | 1                 | 0                 | 0                 | 56    | 6     | 2     |
| 2021-2022                    | Dijon FCO                    | Ligue 2                      | 31          | 0           | 1           | 2               | 0               | 0               | -                 | -                 | -                 | 33    | 0     | 1     |
| 2022-2023                    | Dijon FCO                    | Ligue 2                      | 26          | 0           | 0           | 1               | 0               | 0               | -                 | -                 | -                 | 27    | 0     | 0     |
| Sous-total                   | Sous-total                   | Sous-total                   | 57          | 0           | 1           | 3               | 0               | 0               | -                 | -                 | -                 | 60    | 0     | 1     |
| 2023-2024                    | US Avranches                 | National                     | 12          | 0           | 0           | -               | -               | -               | -                 | -                 | -                 | 12    | 0     | 0     |
| 2024-2025                    | US Avranches                 | National                     | 20          | 0           | 0           | 3               | 2               | 0               | -                 | -                 | -                 | 23    | 2     | 0     |
| Sous-total                   | Sous-total                   | Sous-total                   | 32          | 0           | 0           | 3               | 2               | 0               | -                 | -                 | -                 | 35    | 2     | 0     |
| Total sur la carrière        | Total sur la carrière        | Total sur la carrière        | 288         | 15          | 14          | 19              | 4               | 1               | 7                 | 0                 | 0                 | 314   | 19    | 15    |

## Palmarès
| - AS Monaco - Coupe Gambardella - Vainqueur : 2011 - Championnat de France : - Vice-champion : 2014 |  | - ES Troyes AC - Championnat de France de Ligue 2 - Vainqueur : 2015 |